# Ptychomitriaceae
Ptychomitriaceae är en familj av bladmossor. Enligt Catalogue of Life ingår Ptychomitriaceae i ordningen Grimmiales, klassen egentliga bladmossor, divisionen bladmossor och riket växter, men enligt Dyntaxa är tillhörigheten istället ordningen Grimmiales, klassen egentliga bladmossor, divisionen bladmossor och riket växter. Enligt Catalogue of Life omfattar familjen Ptychomitriaceae 68 arter.
Kladogram enligt Catalogue of Life och Dyntaxa:
| Ptychomitriaceae | \| \| Campylostelium \| \| \| \| \| \| skärgårdsmossor \| \| \| \| \| \| Ptychomitriopsis \| \| \| \| \| \| atlantmossor \| \| \| \| |
|                  | \| \| Campylostelium \| \| \| \| \| \| skärgårdsmossor \| \| \| \| \| \| Ptychomitriopsis \| \| \| \| \| \| atlantmossor \| \| \| \| |
|                  | Grimmiaceae |
|                  | |
|                  | Campylostelium |
|                  | |
|                  | skärgårdsmossor |
|                  | |
|                  | Ptychomitriopsis |
|                  | |
|                  | atlantmossor |
|                  | |

|  | Campylostelium   |
|  |                  |
|  | skärgårdsmossor  |
|  |                  |
|  | Ptychomitriopsis |
|  |                  |
|  | atlantmossor     |
|  |                  |

## Bildgalleri

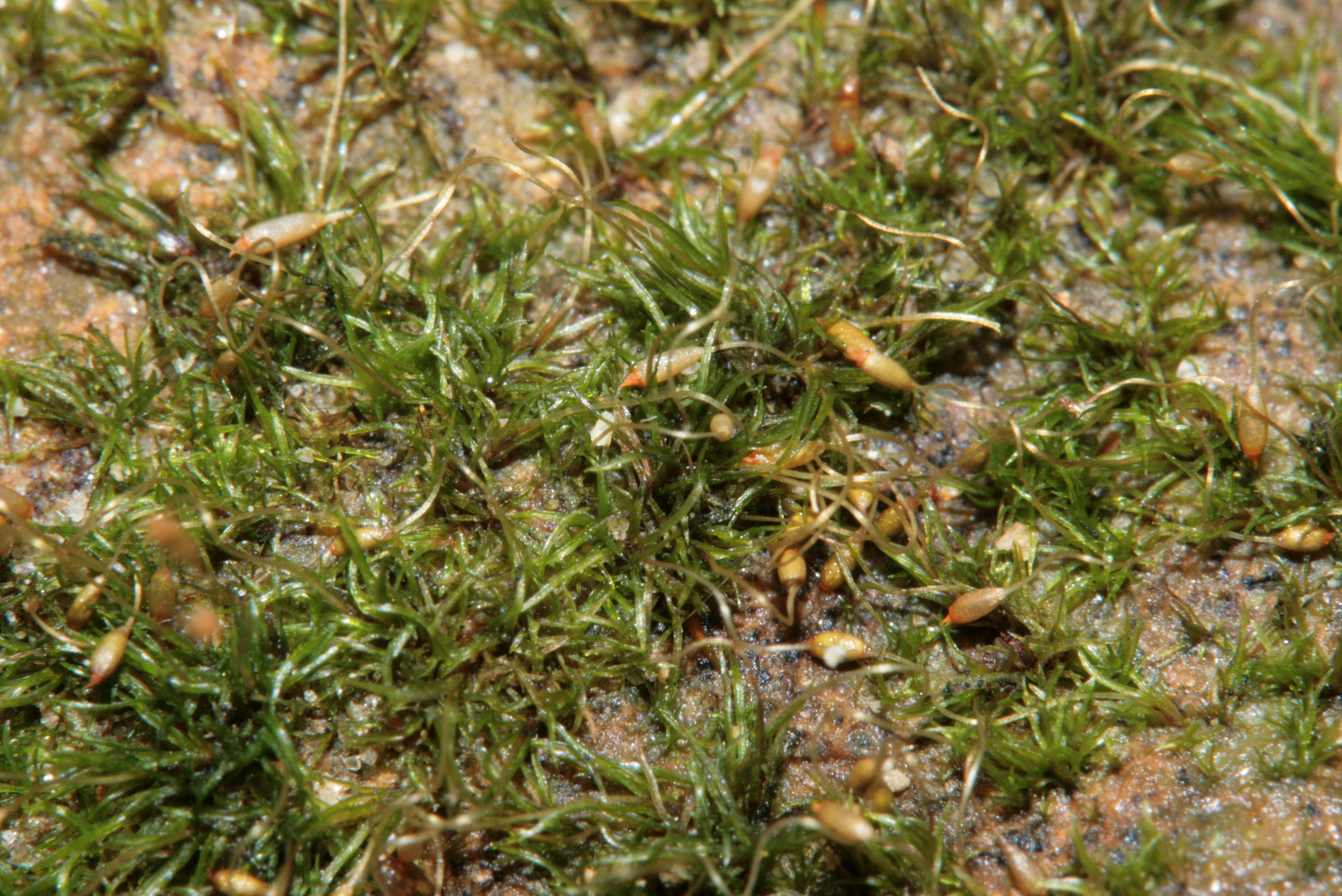
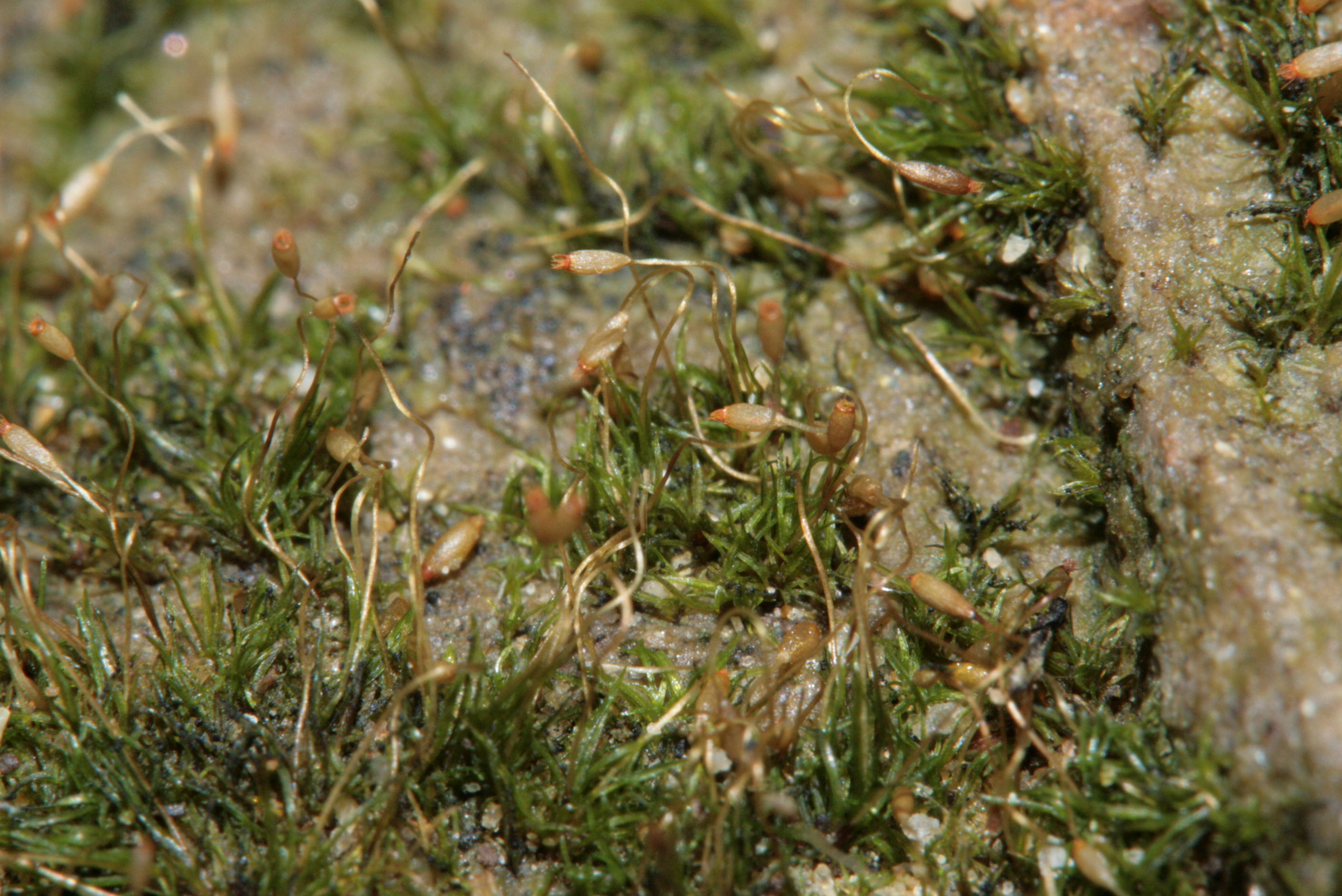
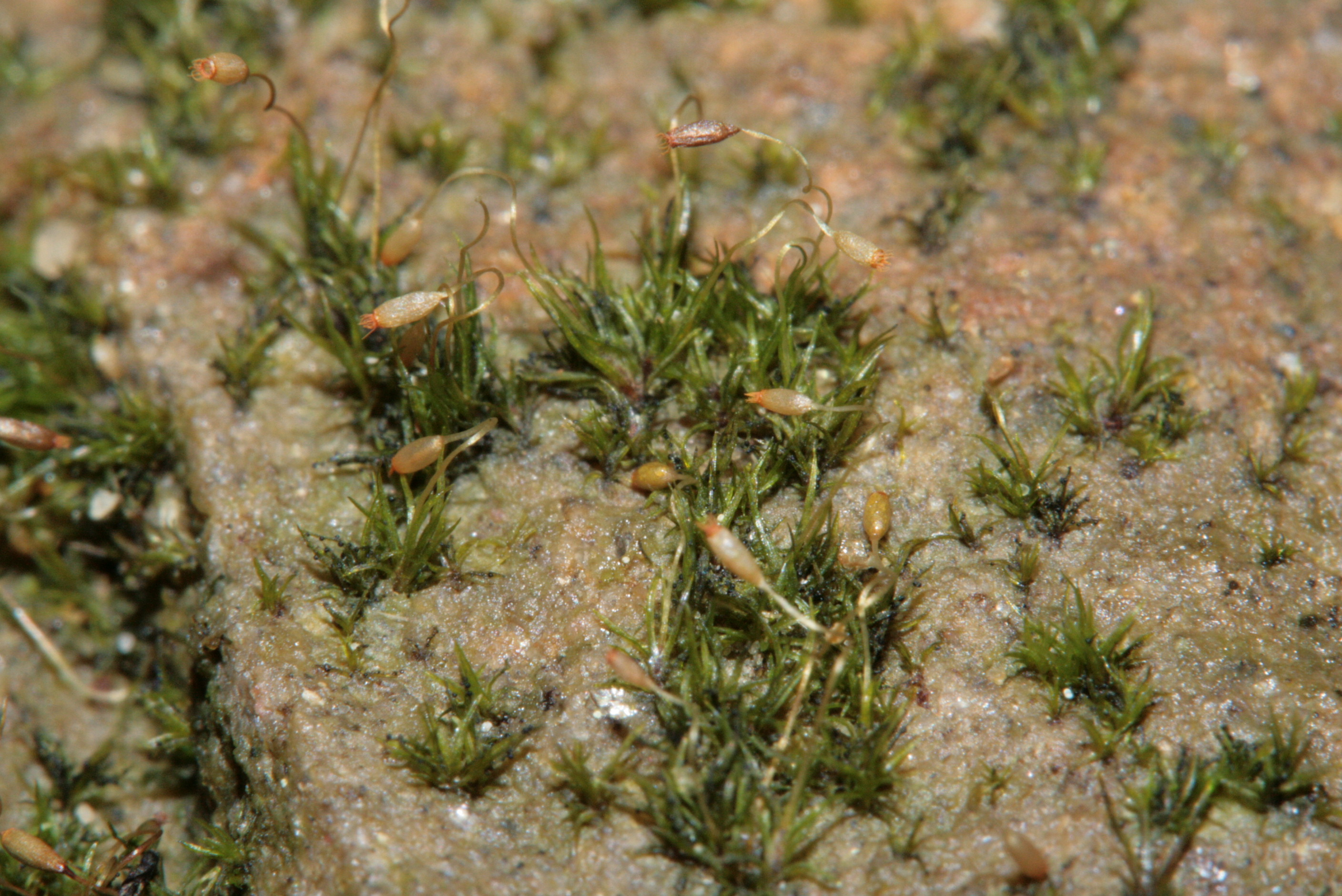
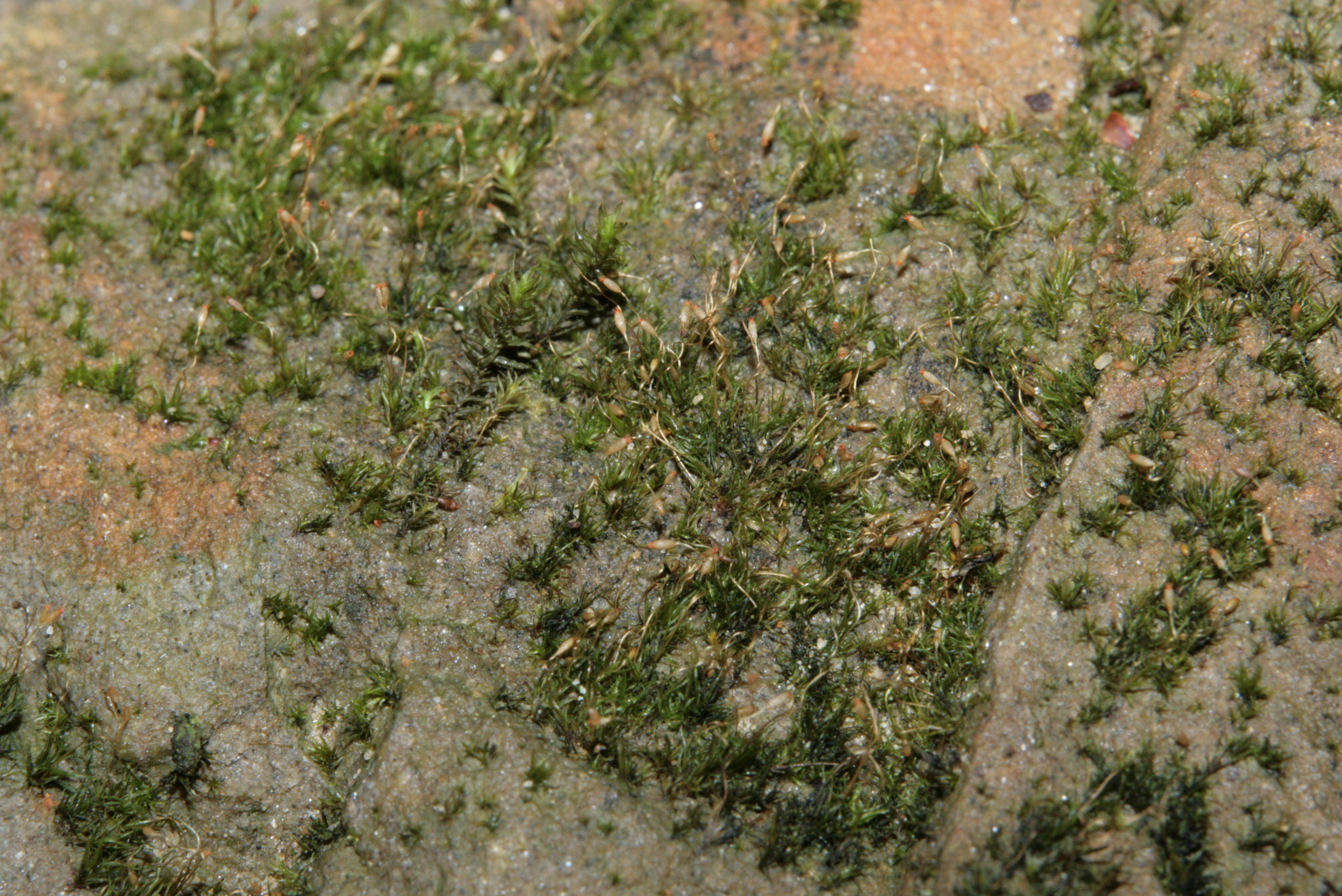
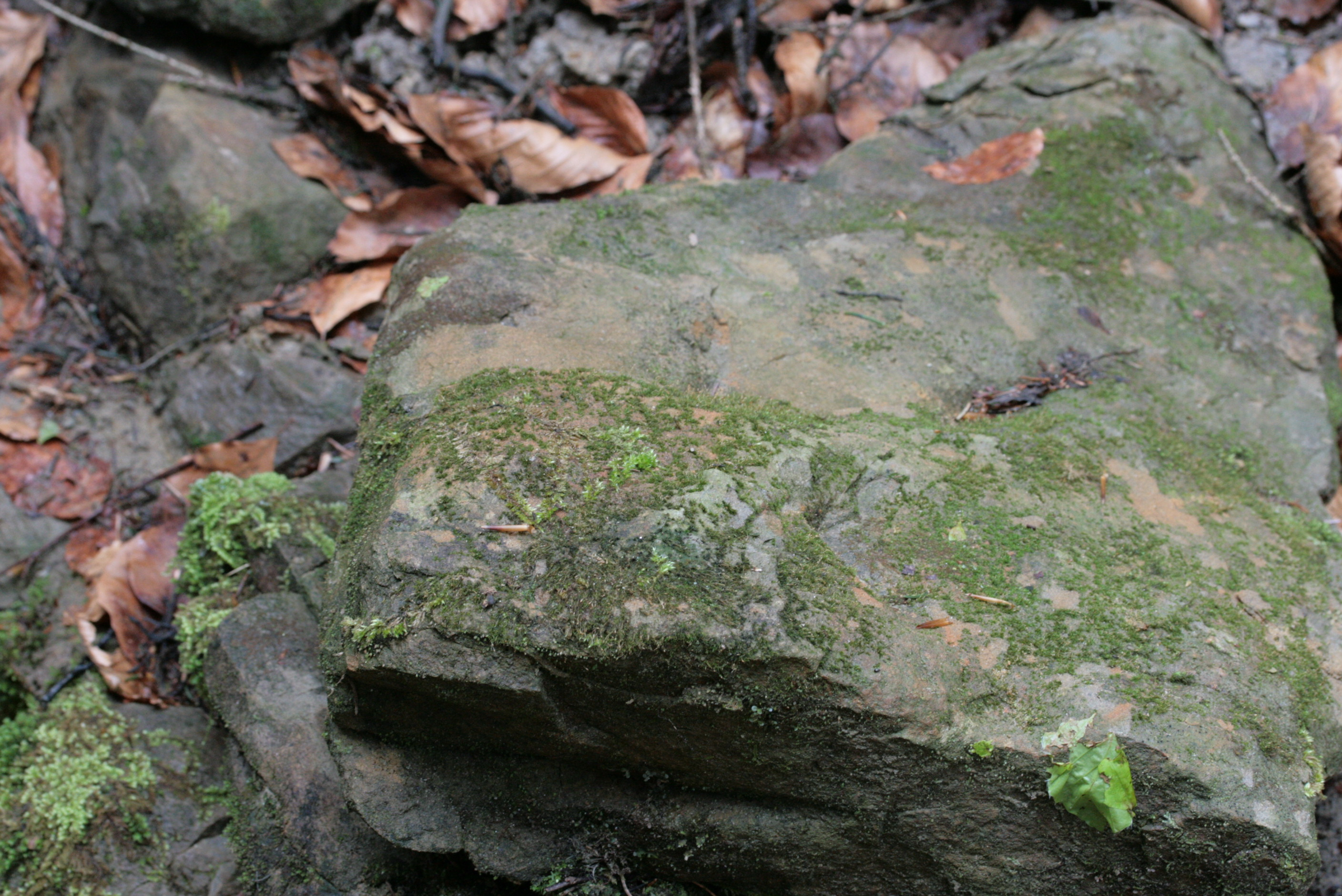
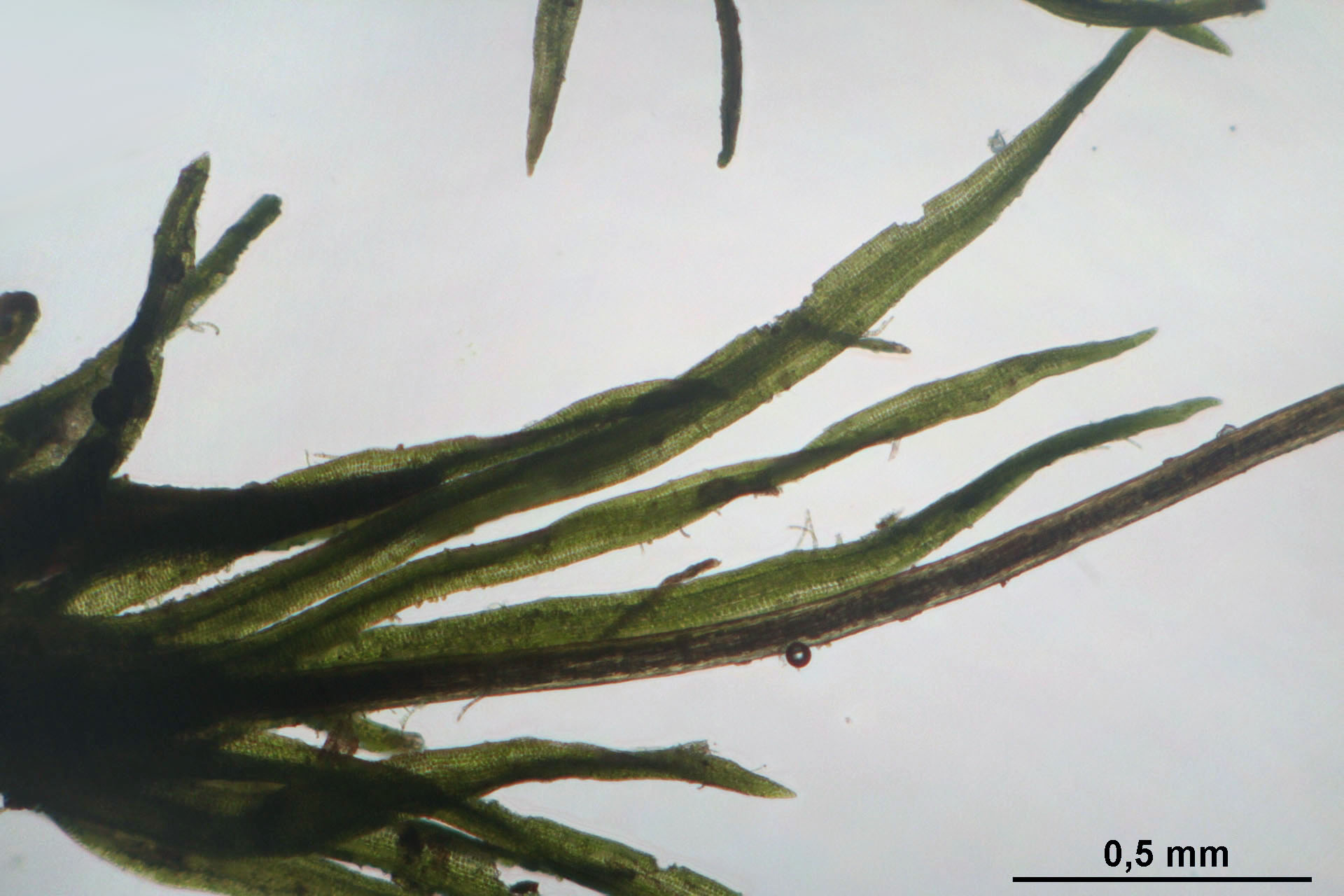